# Zenarchopterus alleni
Zenarchopterus alleni är en fiskart som beskrevs av Collette 1982. Zenarchopterus alleni ingår i släktet Zenarchopterus och familjen Hemiramphidae. IUCN kategoriserar arten globalt som otillräckligt studerad. Inga underarter finns listade i Catalogue of Life.